# Жекино
Же́кино — деревня в Вачском районе Нижегородской области. Входит в состав Новосельского сельсовета.
В прошлом — деревня Красненского прихода Загаринской волости Муромского уезда Владимирской губернии. Находится на расстоянии около 3 км на юго-восток от села Яковцево.

## Жекино в исторических документах
- В окладных книгах Рязанской епархии за 1676 год в составе прихода села Красно упоминается деревня Жекино, в которой 36 дворов крестьянских.
- В «Историко-статистическом описании церквей и приходов Владимирской Епархии» за 1897 год сказано, что в Жекино 97 дворов.

## Население
| 1859 | 1897 | 1905 | 1926 | 1999 | 2002 | 2010 |
| ---- | ---- | ---- | ---- | ---- | ---- | ---- |
| 615  | ↘512 | ↗577 | ↗682 | ↘73  | ↗74  | ↘59  |

## Жекино в наши дни
Жекино телефонизировано и в нём установлен таксофон с номером (83173)73138.
Около деревни Жекино расположен хвойный лес, имеющий статус регионального памятника природы (1996). Площадь леса — 213 га.
Доехать до Жекино на автомобиле можно по автодороге Р125 Муром — Нижний Новгород, повернув у Федурино (рядом с поворотом на Вачу) в сторону Чулково и, примерно через 5 км по указателю, налево, в сторону Яковцево. Через пару километров справа будет Жекино.
Также можно воспользоваться автобусом № 100, курсирующим по маршруту Павлово — Вача — Чулково, доехать до поворота на Яковцево и пройти по асфальтированной дороге около 2 км пешком.